# 파워 스테이지 더 라이브
《파워 스테이지 더 라이브》는 정엽의 진행으로 평일 밤 10시부터 11시까지 SBS 파워FM에서 방송되었던 매일 초대되는 게스트의 라이브를 중점에 둔 오락 전문 라디오 프로그램이다. 주말에는 배성재의 주말 유나이티드가 방송되으며, 2016년 SBS 라디오 봄 개편으로 배성재 아나운서가 진행하던 주말 유나이티드가 배성재의 텐으로 바뀌어 동시간대 주 7일 편성으로 확대되어 이 프로그램은 폐지되고 진행자인 정엽은 오전 1시부터 3시까지 진행되는 뮤직하이로 옮겼다. 2016년 3월 25일 자로 4개월만에 폐지되었다.

## 같이 보기
- 오락